# Гиппагреты
Гиппагреты (др.-греч. Ίππαγρέται) — в Спарте трое молодых людей, избиравшиеся эфорами из числа граждан, только что достигших 30 лет. Им поручалось выбрать каждому по сто доблестнейших юношей в возрасте от 20 до 29 лет. При этом, во избежание обвинения в предвзятости, они должны были объяснять причину избрания ими именно тех, а не других лиц. Избранные таким образом 300 юношей носили почетное название «гиппеев». В отрядах, управлямых гиппагретами, по распоряжению эфоров регулярно проводилась ротация. В военное время гиппагреты вместе со своими отрядами переходили из подчинения гражданских властей в распоряжение царей.